# Дретуньский полигон
Дретуньский полигон (228-й общевойсковой полигон) (бел. Дрэтуньскі палігон) — бывший военный полигон в Витебской области севернее Полоцка (Белорусский военный округ, БССР) между населёнными пунктами Дретунь на севере и Ровное на юге. Протяжённость полигона с севера на юг составляет около 15 км, а с запада на восток — около 7 км. Полигон имел несколько военных городков для нахождения обслуживающего персонала.

## История
История строительства полигона началась в 1925 году. Постановлением Совета народных комиссаров БССР от 10 апреля 1925 года "Об отводе земель под окружной артиллерийский полигон и лагерь войск Западного военного округа" в пользование Наркомата по военным делам передавался участок земли в Полоцком округе площадью 29 тысяч десятин — значительная часть территории Дретунского района. С этой территории подлежали переселению 15 населённых пунктов — 1533 человека. 
В годы Великой Отечественной войны 12 июля 1941 года захвачен немецкими войсками.
В 1981 году на Дретуньском полигоне прошло одно из самых масштабных оперативно-стратегических учений Советской Армии под кодовым названием Запад-81.
В настоящее время не используется, на его территории создан Дретуньский лесхоз.